# 新塘镇 (贵港市)
新塘镇是中华人民共和国广西壮族自治区贵港市港南区下辖的一个乡镇级行政单位。原名新塘乡，2015年4月16日，新塘乡正式撤乡设镇。

## 行政区划
新塘镇下辖以下地区：
龙兰村、万福村、三岭村、新和村、下宋村、湖表村、华国村、湖龙村、东和村、蒙大村、岭尾村、塘表村、三平村、乌桕村、西村、山边村、三岸村、大郑村和陈村。